# Pagar Alam (Pagar Alam Utara)
Pagar Alam is een bestuurslaag in het regentschap Pagar Alam van de provincie Zuid-Sumatra, Indonesië. Pagar Alam telt 6874 inwoners (volkstelling 2010).